# Greg Deane
Greg Steven Deane (Tulare, California, 6 de diciembre de 1957) es un exjugador de baloncesto estadounidense que disputó una temporada en la NBA. Con 1,93 metros de estatura, jugaba en la posición de escolta.

## Trayectoria deportiva

### Universidad
Jugó durante cuatro temporadas con los Utes de la Universidad de Utah, en las que promedió 10,5 puntos y 3,6 rebotes por partido. En 1977 fue el mejor de la Western Athletic Conference en porcentaje de tiros de campo, con un 58,9%.

### Profesional
Fue elegido en la sexagésimo séptima posición del Draft de la NBA de 1979 por Utah Jazz, con los que disputó únicamente siete partidos, en los que promedió 1,4 puntos.

## Estadísticas de su carrera en la NBA

### Temporada regular
| Temporada | Edad | Equipo    | Liga | Pos. | P | TIT | MIN | TC  | TCA | %TC  | 3P  | 3PA | %3P   | TL  | TLA | %TL  | R.OF. | R.DEF. | REB | ASIS | ROB | TAP | PER | FP  | PTS |
| 1979-80   | 22   | Utah Jazz | NBA  | SG   | 7 |     | 6.9 | 0.3 | 1.6 | .182 | 0.1 | 0.1 | 1.000 | 0.7 | 1.0 | .714 | 0.3   | 0.6    | 0.9 | 0.9  | 0.0 | 0.0 | 0.4 | 0.4 | 1.4 |
| Total     |      |           | NBA  |      | 7 |     | 6.9 | 0.3 | 1.6 | .182 | 0.1 | 0.1 | 1.000 | 0.7 | 1.0 | .714 | 0.3   | 0.6    | 0.9 | 0.9  | 0.0 | 0.0 | 0.4 | 0.4 | 1.4 |